# 西吉田酒造
西吉田酒造株式会社（にしよしだしゅぞう）は、福岡県筑後市にある焼酎専業蔵。銘柄「つくし」の麦焼酎の醸造で知られている。
1893年（明治26年）1月、吉田焼酎製造所として創業。福岡県の南部の穀倉地帯に在し粕取り焼酎を製造する。創業者は、吉田又平。1959年（昭和34年）、株式会社に改組、西吉田酒造株式会社となる。
2008年には、あまおうを使用した、いちご酢ドリンクを開発・販売した。

## 概要
- 本社所在地：福岡県筑後市和泉612
- 代表者：代表取締役社長　吉田元彦

## 主要銘柄
- 麦焼酎 つくし白ラベル、同黒ラベル
- 麦焼酎 釈云麦（じゃくうんばく）
- 純米焼酎 和泉の杜